# Yeredon Saniona
Yeredon Saniona är ett departement i Mali.   Det ligger i regionen Ségou, i den sydvästra delen av landet, 290 km nordost om huvudstaden Bamako.